# Paul Ellering
Paul Ellering (Melrose, Minnesota, 22 de agosto de 1953) es un mánager lucha libre y exluchador profesional estadounidense. Es conocido por haber trabajado para la empresa WWE, sobresaliendo por haber sido manáger de Authors of Pain. 
Ellering pasó la mayor parte de su carrera siendo el mánager de The Road Warriors (Animal y Hawk), trabajando con ellos desde 1981 hasta 1991 y de nuevo en algunas ocasiones entre 1992 y 1997. Además es realmente el que maneja los asuntos del equipo fuera del ring fuera del "kayfabe", incluidas negociaciones de contratos y arreglos de viajes. Ellering, y The Road Warriors forman parte del Salón de la fama la lucha profesional y el WWE Hall of Fame desde 2011. 
Cinco años después de haber sido inducido en el WWE Hall of Fame, en junio de 2016, regresó al ring en NXT TakeOver: The End, desempeñándose como mánager del equipo Authors of Pain.

## Carrera

### Circuito independiente (1978–2000)
Antes de entrar en la lucha libre empresa, Ellering era un consumado levantador de pesas , estableciendo un récord mundial en el peso muerto en 745 libras (338 kg).
Ellering fue entrenado en Minneapolis, Minnesota en un campamento dirigido por American Wrestling Association (AWA) propietario y promotor Verne Gagne y el luchador/entrenador Eddie Sharkey a mediados de 1970. De acuerdo con Ellering de RF del vídeo entrevista de rodaje, de los aprendices más de treinta en el campo, sólo a sí mismo y más tarde AWA mediados de tarjeta de luchador Steve Olsonoski (también conocido como Steve O) lo hizo a través del campo. Ellering más tarde llegaría a luchar en individuales y equipos de la etiqueta para Gagne en AWA, Bill Watts promoción del Medio-Sur, y para la promoción de Jerry Jarrett Memphis, donde fue emparejado con el mánager Jimmy Hart. Sus peleas eran notables con Jesse Ventura como una cara, y como un talón con Jerry Lawler y Jimmy Valiant, desde el que ganó el Campeonato de Peso Pesado del Sur de AWA.

### Regreso a WWE (2011-2025)

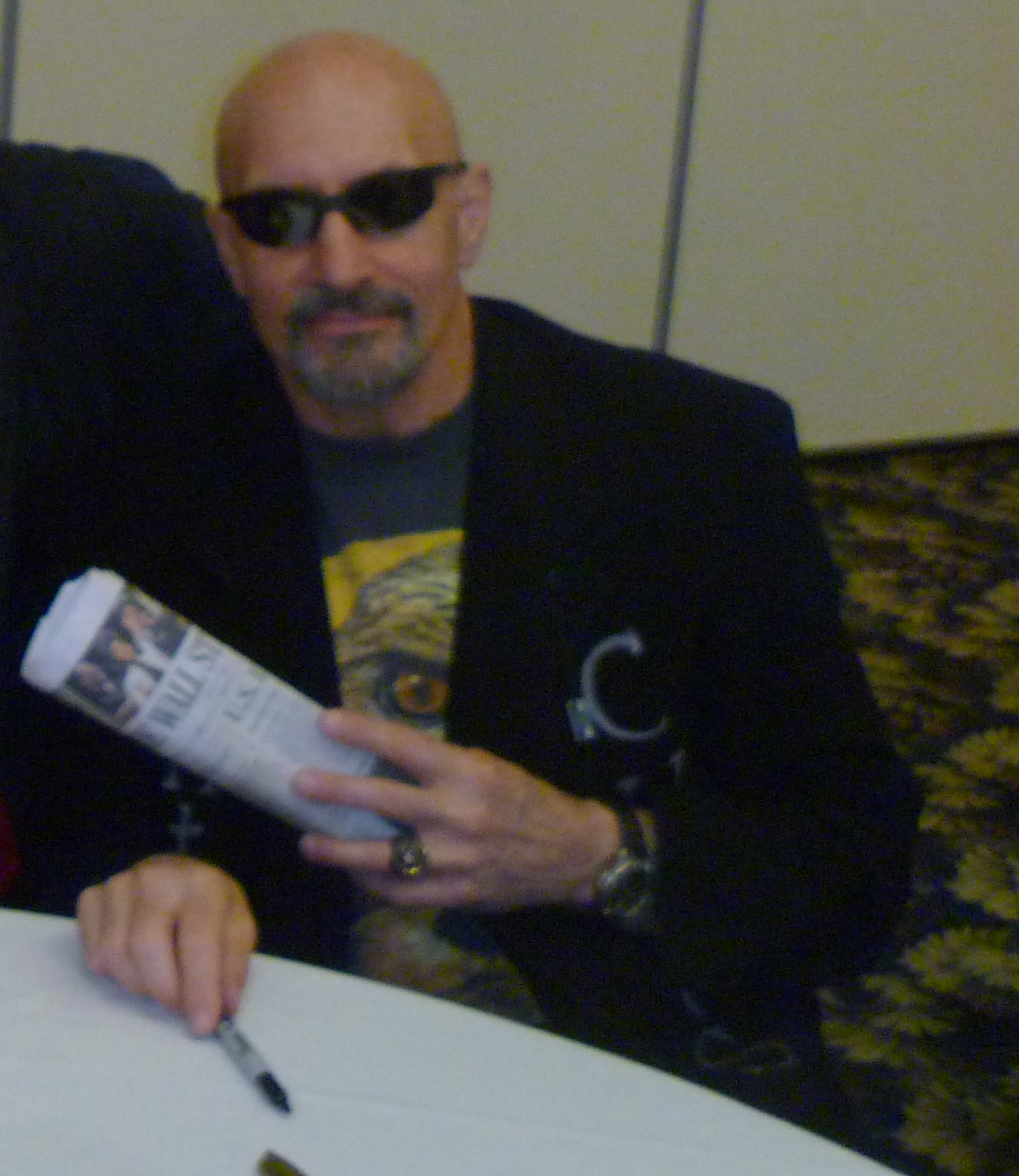
Ellering en 2011.

En 2011, Ellering fue incluido en el WWE Hall of Fame, junto con The Road Warriors, por "el American Dream" Dusty Rhodes.
En 8 de junio de 2016, Ellering hizo su regreso a WWE en NXT TakeOver: The End como el gerente de un equipo debutante Akam y Rezar después del ataque de American Alpha.
El 9 de abril de 2018, Paul Ellering hizo su debut en Raw con Akam y Rezar mientras contestaban un desafío abierto realizado por Heath Slater y Rhyno. Al final de su debut victorioso, Akam y Rezar parecían alejar a Ellering como su mánager.
Durante el episodio de SmackDown del 22 de diciembre de 2023, las viñetas mostradas por Karrion Kross indicaban que el grupo regresaría en las próximas semanas. El 5 de enero de 2024, en SmackDown: New Year's Revolution, Ellering, junto a Authors of Pain, hicieron sus regresos televisados, ayudando a Karrion Kross y a Scarlett a atacar a Bobby Lashley y a los Street Profits, confirmando una alianza.
El 7 de febrero de 2025, Ellering fue liberado de su contrato por WWE.

## Vida personal
Después de retirarse de la lucha libre profesional, viajó a Alaska para convertirse en un corredor de perro de trineo, participando en la Iditarod.
Tiene tres hijos: Rebecca, Rachael y Saul. Su hija Rachael ganó la medalla de bronce en el Campeonato Mundial de Powerlifting 2014, y posteriormente se hizo luchadora profesional, llegando a participar en el torneo de WWE Mae Young Classic, bajo el nombre de Rachael Evers.

## Campeonatos y logros
- WWE
  - WWE Hall of Fame (Clase 2011)

- International Wrestling Alliance
  - IWA Tag Team Championship (1 vez) - con Terry Latham

- Pro Wrestling Illustrated
  - Mánager del año - 1984.